# Shu-bi-dua 18
Shu-bi-dua 18 er navnet på Shu-bi-duas attende album, som udkom den 2. maj 2005. Det er det første konceptalbum fra gruppen, idet pladen indeholder tekster, som er frit fortolket efter H.C. Andersens eventyr. Det var det eneste album Jacob Christoffersen medvirkede på, og blev samtidig også bandets sidste inden Bundesens blodprop i 2011 og opløsningen af gruppen. Albummet blev på ny genudgivet i remasteret version på CD og som download i 2010 under navnet Deluxe udgave. 
Allerede inden udgivelsen af albummet solgt 30.000 eksemplarer og havde den 17. maj 2005 solgt guld.

## Spor
| #   | Titel                                       | Længde |
| --- | ------------------------------------------- | ------ |
| 1.  | "Kejserens nye klæder"                      | 2:58   |
| 2.  | "Nattergalen"                               | 4:34   |
| 3.  | "Den grimme ælling"                         | 3:12   |
| 4.  | "Den lille pige med svovlstikkerne"         | 3:31   |
| 5.  | "Klods Hans"                                | 3:11   |
| 6.  | "Konen med æggene"                          | 4:14   |
| 7.  | "Lille Tuk"                                 | 3:08   |
| 8.  | "Fyrtøjet"                                  | 4:46   |
| 9.  | "Prinsessen på ærten"                       | 3:53   |
| 10. | "Den uartige dreng"                         | 3:29   |
| 11. | "Den lille havfrue"                         | 2:44   |
| 12. | "Hvad fatter gør er altid det rigtige"      | 4:04   |
| 13. | "Hist hvor vejen slår en bugt"              | 3:09   |
| 14. | "Kejserens nye klæder" (demoversion, bonus) | 2:12   |
| 15. | "Fyrtøjet" (demoversion, bonus)             | 3:44   |

Spor 14 og 15 er bonusnumre, som kun findes på de remastered cd- og downloadudgaver fra 2010.
Alle titler og sporlængder er taget fra 2010-downloadudgaverne.

## Anmeldelser
B.T.'s anmelder Steffen Jungersen gav albummet fire stjerner og mente, at "Det veloplagte glimt i øjet og flabede smæk er tilbage [...]" Han mente videre, at "ni ud af 13 sange var gode", og at det var "gode melodier og arrangementer, som leder tankerne helt tilbage til »78’eren«".
Samme antal stjerner gav JydskeVestkysten. Urbans anmelder Peter Elsnab gav albummet tre stjerner, mens Fyens Stiftstidende tildelte albummet to stjerner.
Mindst positiv var GAFFAs anmelder og Politikens anmelder, der begge gav albummet én stjerne.